# 庫爾拉克山
庫爾拉克山（英語：Mount Kurlak），是南極洲的山峰，位於沙克爾頓海岸，處於貝爾山東南面4.8公里，屬於亞歷山德拉皇后山脈的一部分，由美國南極名稱諮詢委員以地理學家命名，現時由南極條約體系管理。